# Schloss Kulmain an der Kirche

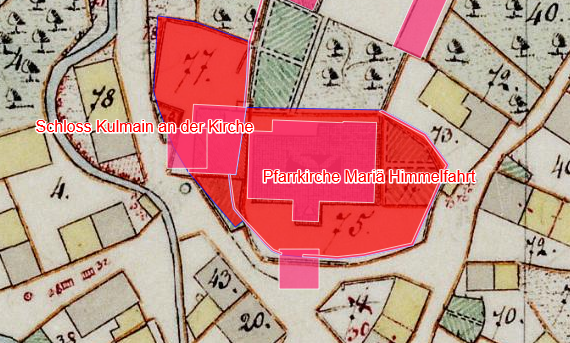
Lageplan von Schloss Kulmain an der Kirche auf dem Urkataster von Bayern

Das denkmalgeschützte Schloss Kulmain an der Kirche (auch Go(e)belsches oder Mülzisches Schloss genannt) befindet sich in der Oberpfälzer Gemeinde Kulmain im Landkreis Tirschenreuth (Hauptstraße 28). Die Anlage wird als Bodendenkmal unter der Aktennummer D-3-6137-0008 im Bayernatlas als „archäologische Befunde des frühneuzeitlichen Adelssitzes "Kulmain an der Kirch"“ geführt. 
Zu Kulmain gab es zwei Edelsitze: das Schloss Kulmain am Weiher und die Landsasserei Kulmain an der Kirche (heute Rathaus).

## Geschichte
In dem Salbuch des kurpfalzkurpfälzischen Amtes Waldeck wird 1497 als Lehensnehmer „Hans Pfreimder“ genannt („Nota. 1 hof get von Hansen Pfreimbder zu lehen. Vermeint, nit zu fronen oder scharwerken.“) Bis über das 18. Jahrhundert hinaus waren dort die Pfreimder ansässig. Nur in den sechziger Jahren des 16. Jahrhunderts erschien nach den Erben des Georg Pfreimder als Lehensträger Georg von Thanndorf. In der Folge wurden genannt: „Paul Lorenz Pfreimder“, „Veit Ludwig Pfreimder“ (1622) und „Hans Ludwig Pfreimder“ (ab 1670). Nach dessen Tod († 1712) war seine Tochter Eleonora Pfreimbder Erbin. Sie vermählte sich mit Georg Albrecht Mulz von Waldau, der als Lehensträger für seine Frau 1712 die Landsassenpflicht ablegte. Er verstarb 1746 auf seinem Majoratsgut Neuhof in Böhmen; seiner Witwe und seinen beiden Töchtern wurde der Gutsbesitz Kulmain nochmals eingeräumt. 1762 wurde als Inhaberin des Landsassengutes „Anna Maria Sophia Pfreimbder, geborene Mulz von Waldau“, genannt.

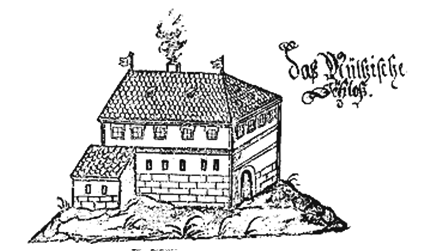
Mülzisches oder Göbelsches Schloss nach dem Urbarium culmainense von 1761

1798 erschien auf dem Gut Johann Georg Freiherr von Gobel, Kurbayerischer Kämmerer, Regierungsrat und Landrichter zu Amberg. Dieser übertrug seinen Besitz seinem in Würzburger Diensten stehenden Neffen Anton Freiherr von Gobel. 1812 wurde die adelige Gerichtsbarkeit in Kulmain aufgehoben.

## Schloss Kulmain an der Kirche heute
Am 27. Juli 1834 brach in Kulmain ein Brand aus, dem auch das Gobelsche Schlösschen zu Opfer fiel. Es wurde nach dem Brand als Schulhaus wieder errichtet, bis 1895 fand dort Schulunterricht statt. Heute ist in dem Gebäude das Rathaus von Kulmain untergebracht.
Der ehemalige Edelsitz ist ein zweigeschossiger, verputzter Massivbau über einem hohen Sockelgeschoss. Das Haus besitzt ein Halbwalmdach und Granitlaibungen. Am Kellerabgang ist die Jahreszahl „1810“ angebracht; zu dem früheren Schloss gehört auch eine Quadermauer westlich des Gebäudes.